# Võ Nguyên Giáp
Võ Nguyên Giáp (výslovnost "záp"), nar. 25. srpna 1911, provincie Quảng Bình – 4. října 2013, byl vietnamský generál a státník.

## Biografie
Nedokončil studium práv a poté působil jako vesnický učitel. V roce 1941 se podílel na vzniku Việtminhu, vietnamské podzemní vojenské organizace, bojující jak proti Japoncům, tak proti Francouzům a Američanům.
Po vyhlášení samostatnosti Vietnamu byl v létě 1946 jmenován vrchním velitelem ozbrojených sil Vietnamské demokratické republiky ve válce s Francouzi, kterou vítězně završil v květnu 1954 bitvou u Điện Biên Phủ. Tuto funkci zastával až do roku 1954.
Ve válce proti USA naplánoval a řídil tzv. ofenzívu Tet počátkem roku 1968. Ta sice skončila vojenským neúspěchem, z politického hlediska z ní však Vietnamci vyšli lépe, neboť znamenala ohromný impuls pro protiválečné hnutí v USA. Velel tažení do Jižního Vietnamu v roce 1975. Nominálně velel vietnamské armádě i při jejím tažení proti Rudým Khmérům v Kambodži v prosinci 1978 a při válce s Čínou v únoru 1979. Generál Giáp zemřel ve věku 102 let 4. října 2013.

## Vyznamenání

### Vietnamská vyznamenání
- Hrdina lidových ozbrojených sil
- Řád zlaté hvězdy – 1992
- Řád Ho Či Mina – udělen dvakrát
- Řád za vojenské zásluhy – udělen dvakrát
- Řád obrany vlasti
- Řád zdatnosti
- Medaile vítězství